# Erg
L'erg o ergon (dal greco έργον, lavoro) è l'unità di misura dell'energia e del lavoro utilizzata nel sistema CGS. Un erg è definito come il lavoro compiuto dalla forza di una dina lungo lo spostamento di un centimetro. Dimensionalmente, quindi, un erg equivale a 1 g·cm2·s−2, ovvero 1 dyn·cm, pari a 10−7 joule nel sistema internazionale di unità di misura. Nella pratica l'erg viene raramente utilizzato in quanto generalmente troppo piccolo, a favore invece del joule e del chilogrammetro.
1 erg equivale a:
- 6,241509075...·1011 eV
- 2,390057361...·10−8 calorie
- 2,777777777...·10−14 chilowattora